# Girl Scouts of the USA
Les Noies Exploradores dels Estats Units d'Amèrica, (en anglès nord-americà: Girl Scouts of the USA) (GSUSA), són una organització juvenil per a noies que resideixen als Estats Units, i per a joves ciutadanes estatunidenques, que resideixen a l'estranger. GSUSA, va ser fundada per Juliette Gordon Low en 1912, i es va organitzar després que Low es va reunir amb Robert Baden-Powell, el fundador del escoltisme, en 1911.
Després de tornar a Savannah, Geòrgia, Low va trucar per telèfon a un cosí llunyà dient: "Tinc una cosa per a les noies de Savannah, d'Amèrica, i del Món, i començarà aquesta nit!"
Les noies escoltes, preparen a les noies per empoderarse, i promouen la compassió, el coratge, la confiança, el caràcter, el lideratge, el emprendiment, i la ciutadania, mitjançant activitats que inclouen, les acampades, el servei comunitari, l'aprenentatge de primers auxilis, i guanyar insígnies adquirint habilitats pràctiques. Els assoliments de les noies exploradores, són reconeguts amb diversos premis especials, incloent els premis d'or, plata, i bronze. Les noies exploradores s'organitzen segons el grau, amb activitats que han estat dissenyades per cada nivell.
GSUSA és un membre de l'Associació Mundial de Guies Scouts (WAGGGS) i accepta a noies de qualsevol procedència ètnica. GSUSA, s'autodefineix com una organització dedicada solament a les noies. De fet, una enquesta en 1994, va demostrar que les noies exploradores (Girl Scouts), eren la vuitena organització més popular dels Estats Units d'Amèrica, per sobre de 100 organitzacions sense ànim de lucre dels EUA.